# Međuopćinska nogometna liga Koprivnica – Križevci 1978./79.
Međuopćinska nogometna liga Koprivnica – Križevci je bila liga petog stupnja nogometnog prvenstva Jugoslavije u sezoni 1978./79. 
 
Sudjelovalo je 12 klubova, a prvak je bio "Borac" iz Drnja. 

## Ljestvica
| mj. | klub                      | ut. | pob. | ner. | por. | gol+ | gol- | bod |
| --- | ------------------------- | --- | ---- | ---- | ---- | ---- | ---- | --- |
| 1.  | Borac Drnje               | 22  | 15   | 4    | 3    | 81   | 17   | 43  |
| 2.  | Osvit Đelekovec           | 22  | 14   | 4    | 4    | 62   | 22   | 32  |
| 3.  | Panonija Peteranec        | 22  | 14   | 4    | 4    | 63   | 31   | 32  |
| 4.  | Podravec Torčec           | 22  | 14   | 2    | 6    | 68   | 43   | 30  |
| 5.  | Mladost Sigetec           | 22  | 12   | 3    | 7    | 43   | 20   | 27  |
| 6.  | Drava Novigrad Podravski  | 22  | 11   | 1    | 10   | 56   | 50   | 23  |
| 7.  | Mladost Koprivnički Bregi | 22  | 10   | 3    | 9    | 47   | 55   | 23  |
| 8.  | Graničar Legrad           | 22  | 9    | 2    | 11   | 41   | 35   | 20  |
| 9.  | Omladinac Kalinovac       | 22  | 6    | 4    | 12   | 29   | 44   | 16  |
| 10. | Sloga Koprivnički Ivanec  | 22  | 6    | 2    | 14   | 39   | 59   | 14  |
| 11. | Bratstvo Kunovec          | 22  | 3    | 3    | 16   | 40   | 95   | 9   |
| 12. | Borac Gregurovec          | 22  | 2    | 0    | 20   | 24   | 113  | 4   |

## Rezultatska križaljka
| kratica | klub                      | BORD | BORG | BRA | DRA | GRA | MLAKB | MLAS | OML | OSV | PAN | POD | SLO |
| --- | ------------------------- | ---- | ---- | --- | --- | --- | ----- | ---- | --- | --- | --- | --- | --- |
| BORD | Borac Drnje               |      |      |     |     |     |       |      |     |     |     |     |     |
| BORG | Borac Gregurovec          |      |      |     |     |     |       |      |     |     |     |     |     |
| BRA | Bratstvo Kunovec          |      |      |     |     |     |       |      |     |     |     |     |     |
| DRA | Drava Novigrad Podravski  |      |      |     |     |     |       |      |     |     |     |     |     |
| GRA | Graničar Legrad           |      |      |     |     |     |       |      |     |     |     |     |     |
| MLAKB | Mladost Koprivnički Bregi |      |      |     |     |     |       |      |     |     |     |     |     |
| MLAS | Mladost Sigetec           |      |      |     |     |     |       |      |     |     |     |     |     |
| OML | Omladinac Kalinovac       |      |      |     |     |     |       |      |     |     |     |     |     |
| OSV | Osvit Đelekovec           |      |      |     |     |     |       |      |     |     |     |     |     |
| PAN | Panonija Peteranec        |      |      |     |     |     |       |      |     |     |     |     |     |
| POD | Podravec Torčec           |      |      |     |     |     |       |      |     |     |     |     |     |
| SLO | Sloga Koprivnički Ivanec  |      |      |     |     |     |       |      |     |     |     |     |     |
| |                           |      |      |     |     |     |       |      |     |     |     |     |     |
| podebljan rezultat - utakmice od 1. do 11. kola (1. utakmica između klubova) rezultat normalne debljine - utakmice od 12. do 22. kola (2. utakmica između klubova) rezultat nakošen - nije vidljiv redoslijed odigravanja međusobnih utakmica iz dostupnih izvora rezultat smanjen * - iz dostupnih izvora nije uočljiv domaćin susreta prekrižen rezultat - poništena ili brisana utakmica p - utakmica prekinuta 3:0 p.f. / 0:3 p.f. - rezultat 3:0 bez borbe n.i. - nije igrano |                           |      |      |     |     |     |       |      |     |     |     |     |     |

 Izvori: